# Bernardino António de Barros Gomes
Bernardino António de Barros Gomes (Lisboa, 30 de Setembro de 1839 – Lisboa, 5 de Outubro de 1910), humanista, engenheiro, geógrafo e botânico. Bacharel formado em Filosofia pela Universidade de Coimbra.
Engenheiro florestal e botânico, silvicultor responsável pelo estudo, protecção e ordenamento do Pinhal de Leiria, bem como de outras matas públicas e privadas.
Ocupou o cargo de engenheiro sanitário da Delegação de Saúde de Lisboa até 5 de Outubro de 1910, sendo a sua exoneração decretada postumamente a 25 de Outubro de 1910.

## Vida
Filho do Doutor Bernardino António Gomes, médico, cientista e botânico e de Dona Maria Leocádia Fernandes Tavares de Barros, Directora do Asilo dos Calafates, em Lisboa e era irmão do eminente estadista Henrique de Barros Gomes.
Nasceu em Lisboa, no seio de uma família de naturalistas, após terminar o ensino liceal ingressou na Universidade de Coimbra, onde estudou Filosofia. Formou-se em 1860, partindo para estudar na Academia Florestal e Agrícola de Tharandt (Leipzig), na Saxónia, entre 1861 e 1862, onde e foi aluno externo.
Em Junho de 1866 casa com Elisa Wilcke em Dresden. Até esta data ainda mantinha ligações à Alemanha, e após o casamento mantém essa ligação ao país em que se formou Engenheiro Florestal, o que lhe permitia estar próximo e em permanente contacto com a Universidade de Tharandt, dos seus mestres e das inovações e estudos sobre geografia, botânica e silvicultura.
Do seu casamento com Elisa Wilcke, nasceu uma filha: Alda Luiza Wilcke de Barros Gomes que foi casada com José Augusto de Sampayo Quintela, neto do Conde de Farrobo e filho do 1º Visconde da Charruada.
De volta a Portugal consagrou-se logo aos estudos da sua predilecção e ocupou importantes cargos na Administração Geral das Matas do Reino e em outros serviços oficiais. A ele se deve grande parte do repovoamento florestal do País e os primeiros trabalhos de ordenamento florestal científico de matas como a Machada e Leiria. A par disso colaborou em revistas de agricultura, dando conta das suas investigações e sempre manifestando a sua preocupação pelo problema da silvícola e o melhor aproveitamento das matas.
Amigo próximo de Jaime Batalha Reis, agrónomo mas que foi como Humanista e Geógrafo que se tornou notável e reconhecido. É a partir dos anos que se encontra na Saxónia que Bernardino Barros Gomes e Jaime Batalha Reis trocam um conjunto importante de cartas, do qual existem as enviadas do primeiro ao segundo no espólio de Batalha Reis depositado na Biblioteca Nacional de Lisboa. Nesta permanente e continuada correspondência que se intensificaria no início dos anos de 1870 e que perduraria durante a década seguinte, onde podemos observar inúmeras referências aos trabalhos científicos em curso; como por exemplo estudos sobre resinagem dos pinheiros na mata da Marinha Grande que eram bastante apreciados por J. Batalha Reis e da visita a Portugal do naturalista austríaco Willkomm que Bernardino Barros Gomes conhecera em Tharandt, onde este leccionava entre 1855 e 1868; viagem de estudo que provavelmente originou a publicação de Prodromus florae hispanicae, Heinrich Moritz Willkomm (Stuttgard 1861-1880).

### Vida religiosa (1879–1910)

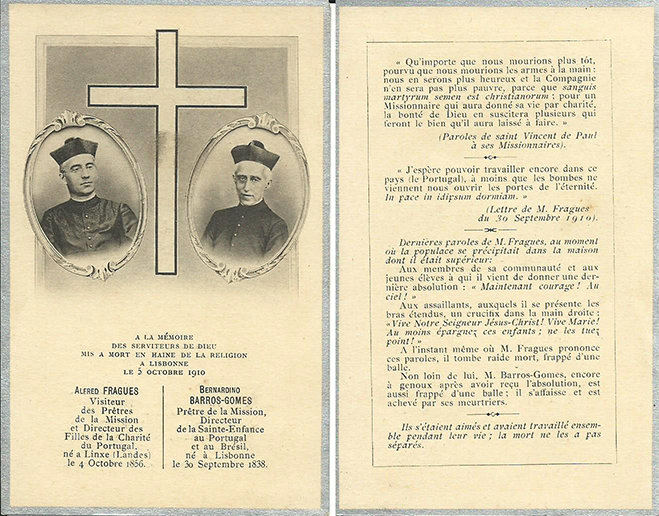
Memorial ao Padre Fragues e Padre Barros-Gomes

Deixou a Vida pública depois de enviuvar em 1879 e entrou na Congregação dos Padres Lazaristas, sendo noviço desde 7 de Dezembro de 1885, professou a 8 de Dezembro de 1887, tendo sido ordenado Presbítero em 22 de Dezembro de 1888. Dedicou-se ao magistério, primeiro na Matriz de S. Louis des Français, escola anexa à paroquia francesa de Lisboa e, depois, no seminário que essa mesma congregação tinha no Convento de Arroios.
Foi na madrugada do dia da implantação da República, a 5 de Outubro de 1910, assassinado na capela do Convento de Arroios em Lisboa. As perseguições religiosas durante a primeira semana do Governo Republicano, levam à prisão centenas de padres e freiras, tendo-se registado apenas duas mortes: Bernardino Barros Gomes e o padre Alfredo Fragues.

## Obra
Formado na Saxônia (Alemanha) teve em Portugal uma notável carreira como botânico e silvicultor, distinguindo-se pelos seus trabalhos nas matas nacionais do Vale do Zebro e Machada, Valverde e sobretudo na Mata Nacional de Leiria, cujo metódico ordenamento a ele se devem.
Foi adido à repartição da Agricultura no Ministério das Obras Publicas em 1863 e depois nomeado, engenheiro de 2.ª Classe.
Desde 1882 ocupou o cargo de Director do Pinhal de Leiria, responsável pelo seu estudo e ordenamento. Foi o autor da planta cadastral do Pinhal de Leiria. Foi por sua proposta que foram abertas as estradas que ligam a Marinha Grande a São Pedro de Moel e Marinha Grande e Vieira de Leiria foi de tal forma importante o seu trabalho como Engenheiro Florestal e Director do Pinhal de Leiria que no centenário de Bernardino Barros Gomes foi feita uma homenagem e construído um monumento em sua homenagem, na entrada do Pinhal.
Depois de 1876, dedica-se à elaboração de um trabalho cartográfico de Portugal para uso escolar, resultando numa das suas mais importantes obras; Cartas Elementares de Portugal, onde apresenta o país dividido por 12 regiões e com um exaustivo trabalho cartográfico. O trabalho está dividido em vários capítulos ou cartas: carta concelhia, carta do relevo, carta dos arvoredos, carta agronómica e carta da povoação concelhia, cada uma delas acompanhada da respectiva nota explicativa.
Foi sócio correspondente da Academia Real das Ciências.

## Obras Publicadas
- Cultura das plantas que dão a quina, Lisboa 1864.
- Estudos Florestais, no Arquivo rural, Lisboa 1863 e 1864.
- Esta memória, composta por ordem do Governo, foi transcrita no Jornal da Sociedade das Ciências Medicas, tomo XXIX, números 1 e 12, Lisboa 1865.
- Sobre arborizações de Cabo Verde, Gazeta de Portugal, 1865.
- Relatório florestal sobre as matas da Machada e Vale de Zebro, Lisboa 1865.[9]
- Condições Florestais de Portugal, Lisboa 1876.[10]
- Notice sur les arbres forestiers du Portugal, Jornal das Ciências Matemáticas, Físicas e Naturais, Lisboa Dez.º de 1877.
- Carta Orographica e Regional de Portugal, Bernardino Barros Gomes, 1878[11]
- Cartas Elementares de Portugal para uso nas escolas, por Bernardino A. Barros Gomes, Lisboa 1878[12]